# اریک استیونسون
اریک استیونسون (به انگلیسی: Eric Stephenson) بازیکن فوتبال زادهٔ ۱۷ سپتامبر ۱۹۱۴ اهل کشور انگلستان که سابقهٔ بازی در تیم ملی فوتبال انگلستان را در کارنامهٔ خود دارد. وی در تاریخ ۹ آوریل ۱۹۳۸ نخستین بازی ملی خود را در مقابل تیم ملی فوتبال اسکاتلند انجام داد و با حضور در ۲ بازی ملی، در تاریخ ۱۶ نوامبر ۱۹۳۸ واپسین بازی ملی‌اش را در برابر تیم ملی فوتبال ایرلند شمالی برگزار کرد.